# Wierbek
Der Wierbek ist ein Quellbach der Broklandsau in Dithmarschen, Schleswig-Holstein. 
Der Bach hat eine Länge von etwa 6 Kilometern und liegt 5 Meter über dem Normalnull. Der Wierbek hat mehrere Quellen im Ort Welmbüttel. Eine Quelle entspringt am Bahnhofsberg und speist die Teiche an der B 203, die weiteren entspringen im Norderwohld, der Bach umfließt das Welmbütteler Moor und vereinigt sich mit Osterau und Lindenerau in der Broklandsau südwestlich von Berg, Gemeinde Redderstall.